# Elmira Tagajewa
Elmira Tagajewa (kirgisisch Элмира Тагаева, russisch Эльмира Тагаева; * 15. Mai 1978 im Oblus Naryn, Kirgisische SSR, Sowjetunion) ist eine kirgisische Theater- und Filmschauspielerin.

## Werdegang
Nachdem sie 2001 eine Theaterschule in Bischkek absolviert hatte, begann sie am Naryner Akademischen Musikalisch-Dramatischen Theater zu arbeiten. Später schloss sie das Bejschenalijewa-Institut für Kultur und Kunst ab. Elmira Tagajewa tritt auch am Kydykejewa-Theater der Jugend und des jungen Zuschauers in Bischkek auf. Außerdem erschien sie in einer Reihe von kirgisischen Filmen.

## Filmografie (Auswahl)
- 2004: Landverwaltung (kirgisisch Айыл өкмөтү, russisch Сельская управа; mit Unterstützung von Filmstiftung Nordrhein-Westfalen) als Ehefrau von dem Hirt[4], Regie: Ernest Abdydschaparow
- 2008: Blutige Liebe (kirgisisch Кандуу сүйүү), Hauptrolle[5]
- 2012: Präsident und Tramp (kirgisisch Президент жана бомж)[6]

## Theater (Auswahl)
- Tschingis und Bübüsaira als Asel (Theaterstück)
- Herrenbelustigung (kirgisisch Хан оюну) als Li

## Privatleben
Elmira Tagajewa ist mit dem Verdienten Künstler Kirgisistans Tschingis Mamajew (kirgisisch Чыңгыз Мамаев) verheiratet.

## Auszeichnungen
- Küjükowa-Preis